# Gesamtministerium Rüger
Das Gesamtministerium Rüger bildete vom 30. April 1906 bis 1. Dezember 1910 die von König Friedrich August III. berufene Landesregierung des Königreiches Sachsen. Kopf der Regierung war der Innen- und Außenminister Wilhelm von Hohenthal, der die Wahlrechtsreform von 1909 im mehrheitlich konservativen Landtag durchsetzte. 
| Amt                                           | Name |
| --------------------------------------------- | --- |
| Vorsitzender des Gesamtministeriums, Finanzen | Konrad Wilhelm von Rüger                                                                                               |
| Äußeres                                       | Wilhelm von Hohenthal, 30. April 1906 – 1. Juli 1909 Christoph Johann Friedrich Vitzthum von Eckstädt, ab 1. Juli 1909 |
| Inneres                                       | Wilhelm von Hohenthal, 30. April 1906 – 1. Juli 1909 Christoph Johann Friedrich Vitzthum von Eckstädt, ab 1. Juli 1909 |
| Justiz                                        | Victor Alexander von Otto                                                                                              |
| Kultus und öffentlicher Unterricht            | Richard von Schlieben, 30. April 1906 – 7. Februar 1908 Heinrich Gustav Beck, ab Februar 1908                          |
| Krieg                                         | Max von Hausen |